# Comtat de Barajas
El comtat de Barajas és un títol nobiliari del regne d'Espanya que fa referència a l'antiga vila de Barajas, actualment un districte de Madrid.
Va ser creat l'1 d'octubre de 1572 per Felip II de Castella i concedit a Francisco Zapata y Cisneros, cavaller de l'Orde de Sant Jaume, assistent de Sevilla i president del Consell dels Ordes. Més tard, el comtat va passar a mans dels ducs de Fernán-Núñez, i se li va concedir el grau de Grandesa d'Espanya el 9 d'abril de 1921 per part del rei Alfons XIII, mentre era comtessa María del Pilar Osorio Gutiérrez de los Ríos.
| Núm. | Titular                                         | Anys      | Relació |
| ---- | ----------------------------------------------- | --------- | ------- |
| I    | Francisco Zapata y Cisneros                     | 1572-1591 |         |
| II   | Diego Zapata de Mendoza                         | 1591      | Fill    |
| III  | Antonio Zapata de Mendoza                       | 1591-1675 | Fill    |
| IV   | Diego Felipe Zapata                             | 1675-1684 | Fill    |
| V    | María Zapata                                    | 1684-?    | Germana |
| VI   | Melchora Zapata                                 | ?-1723    | Filla   |
| VII  | Félix López de Ayala Velasco                    | 1723-1735 | Nebot   |
| VIII | Manuel López de Ayala Velasco                   | 1735-1746 | Germà   |
| IX   | Juan Bautista Centurión                         | 1746-1785 | Nebot   |
| X    | María Luisa Centurión                           | 1785-1789 | Germana |
| XI   | Carlos Gutiérrez de los Ríos y Rohan-Chabot     | 1789-1822 |         |
| XII  | Francisca de Asís Gutiérrez de los Ríos y Solís | 1822-1848 | Filla   |
| XIII | María Pilar Osorio y Gutiérrez de los Ríos      | 1848-1922 | Filla   |
| XIV  | Manuel Falcó y Osorio                           | 1922-1928 | Fill    |
| XV   | Tristán Falcó y Álvarez de Toledo               | 1928-1956 | Fill    |
| XVI  | Manuel Falcó y Anchorena                        | 1956-Avui | Nebot   |